# シャフティ

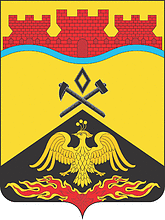
シャフティ市の紋章

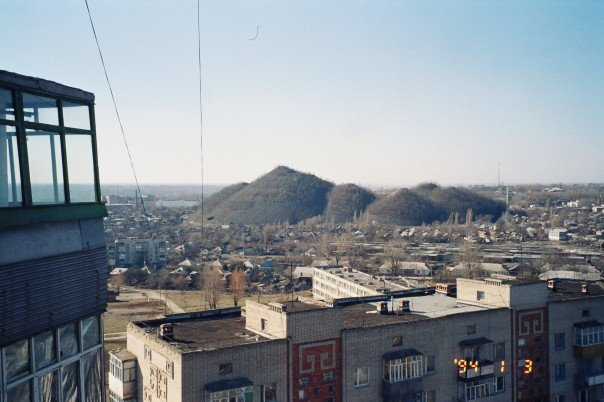
シャフティの炭鉱

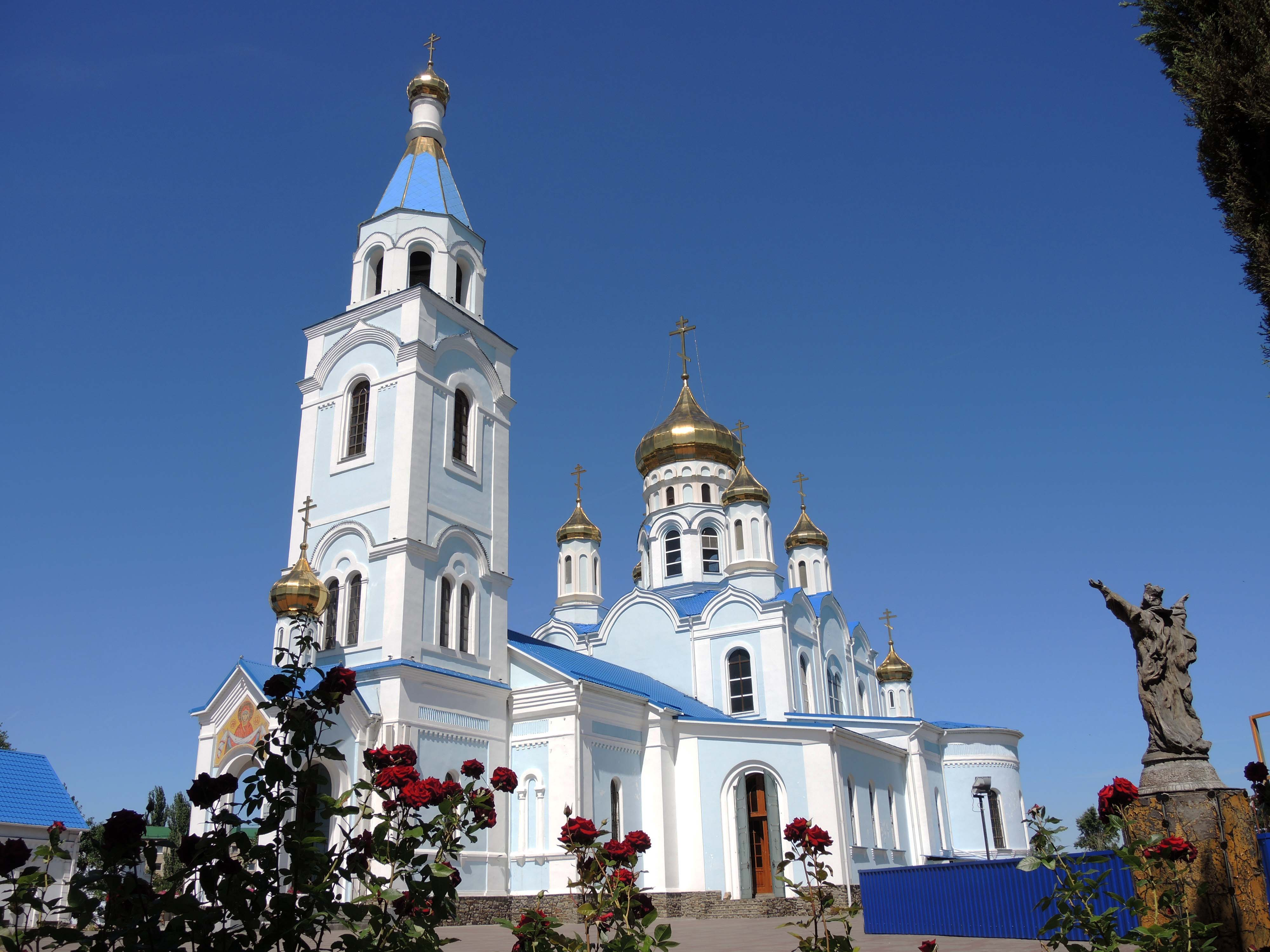
シャフティの生神女庇護聖堂

シャフティ（シャフトゥイ、ロシア語: Ша́хты, Shakhty）はロシア南部のロストフ州の都市。人口は22万6452人（2021年）。ロストフ州ではロストフ・ナ・ドヌ、タガンログに続いて人口の多い都市である。
ウクライナ南東部からロシアに伸びるドネツ丘陵の南東麓にある炭鉱の町である。州都ロストフ・ナ・ドヌの北東75キロメートルに位置する。最寄りの都市は23キロメートル北西にあるクラスヌイ・スリンと、25キロメートル西にあるノヴォシャフチンスク。

## 歴史
19世紀初め、グルシェフカ川沿いのこの地にアレクサンドロ＝グルシェフスカヤ（Александро-Грушевская）という名のコサックのスタニツァ（集落）ができた。これが現在のシャフティ市の始まりにあたる。
シャフティはドネツ炭田（ドンバス）の東部にあり、その歴史は歴青炭の採掘と深くかかわっている。19世紀初めにこの周辺で最初の炭鉱が操業を始め、1850年までにはすでに57か所の炭鉱が開発されていた。その中のグルシェフスキー炭鉱の周りに集落ができてゆき、1867年には町の地位が与えられ、ゴルノエ・グルシェフスコエ・ポセレニエ（Горное Грушевское Поселение）と改名された。1881年、市に昇格し、アレクサンドロフスク＝グルシェフスキー（Александровск-Грушевский）と改名された。19世紀末から20世紀初頭にかけて、この町はロシア帝国南部の炭鉱地帯の中心都市のひとつとなる。1914年には人口が54,000人に達した。
ロシア内戦期にはドン全大軍がこの地を支配し赤軍の侵入を防いだ。1920年2月11日、アレクサンドロフスク＝グルシェフスキーは「シャフティ」（「鉱山」の意）と改名された。1920年からシャフティはウクライナ・ソビエト社会主義共和国のドネツク県に属したが、1925年10月にロシア・ソビエト連邦社会主義共和国のロストフ県に編入された。1928年には、炭鉱でサボタージュを働いたとして労働者や技師が逮捕され、シャフティ裁判と呼ばれる見せしめ裁判が行われた。これはヨシフ・スターリンが、いまだ革命前の意識を残す技術者や知識人に対して繰り広げることになる見せしめ裁判の最初の例だった。
第二次世界大戦（独ソ戦）中の1942年にはシャフティはドイツ軍に占領されたが、翌1943年にドイツ軍は撤退した。この際に炭鉱や建物の多くが破壊された。シャフティ市民29人がこの戦争中にソ連邦英雄の称号を得ている。1948年、炭鉱の産出量は戦前のレベルに復元した。市内には1954年までドイツ軍捕虜の収容所が存在した。レオニード・ブレジネフの時期、シャフティの経済は最高潮に達し、人口は25万人を超えた。1970年代から1980年代にかけて、アンドレイ・チカチーロの連続殺人がシャフティでも起きている。
ペレストロイカの時期、シャフティの炭鉱は次々に民営化され、閉山されていった。これにより失業率は増加し、犯罪率や麻薬中毒も悪化した。シャフティ市電もトロリーバスも炭鉱閉山による経済低迷と民営バス業者の乱立の打撃を受けて21世紀初頭に廃止された。しかし熟練労働者の多さを目当てに新しい工場も進出し、産業は次第に上向いていった。21世紀のシャフティはドンバス東部の産業の中心地で、タイルに製造と輸出などを主な産業としている。

## 経済・交通
ソ連時代は、シャフティや周囲のドネツ盆地地域では石炭が主産業であったが、1990年代の経済危機で炭鉱のほとんどが閉鎖された。現在の主産業は金属工業、建材、窯業（タイルなど）となっている。
シャフティはロシア連邦道路M4が通るほか、鉄道がロストフ・ナ・ドヌや各地とを結んでいる。市内交通は専らバスとタクシーで、かつて存在したシャフティ市電やシャフティ・トロリーバスは廃止されている。

## 記念碑

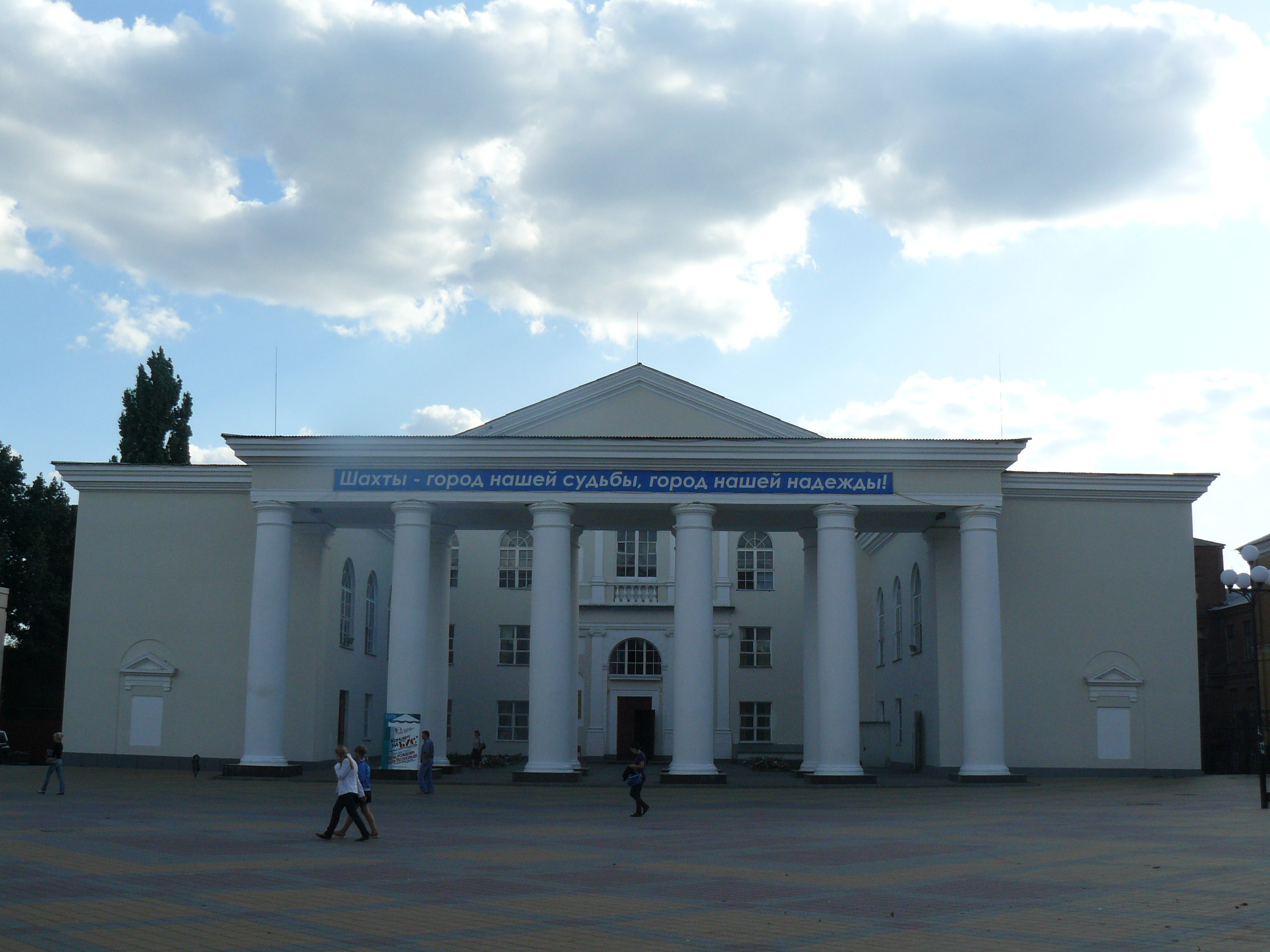
ドラマ劇場

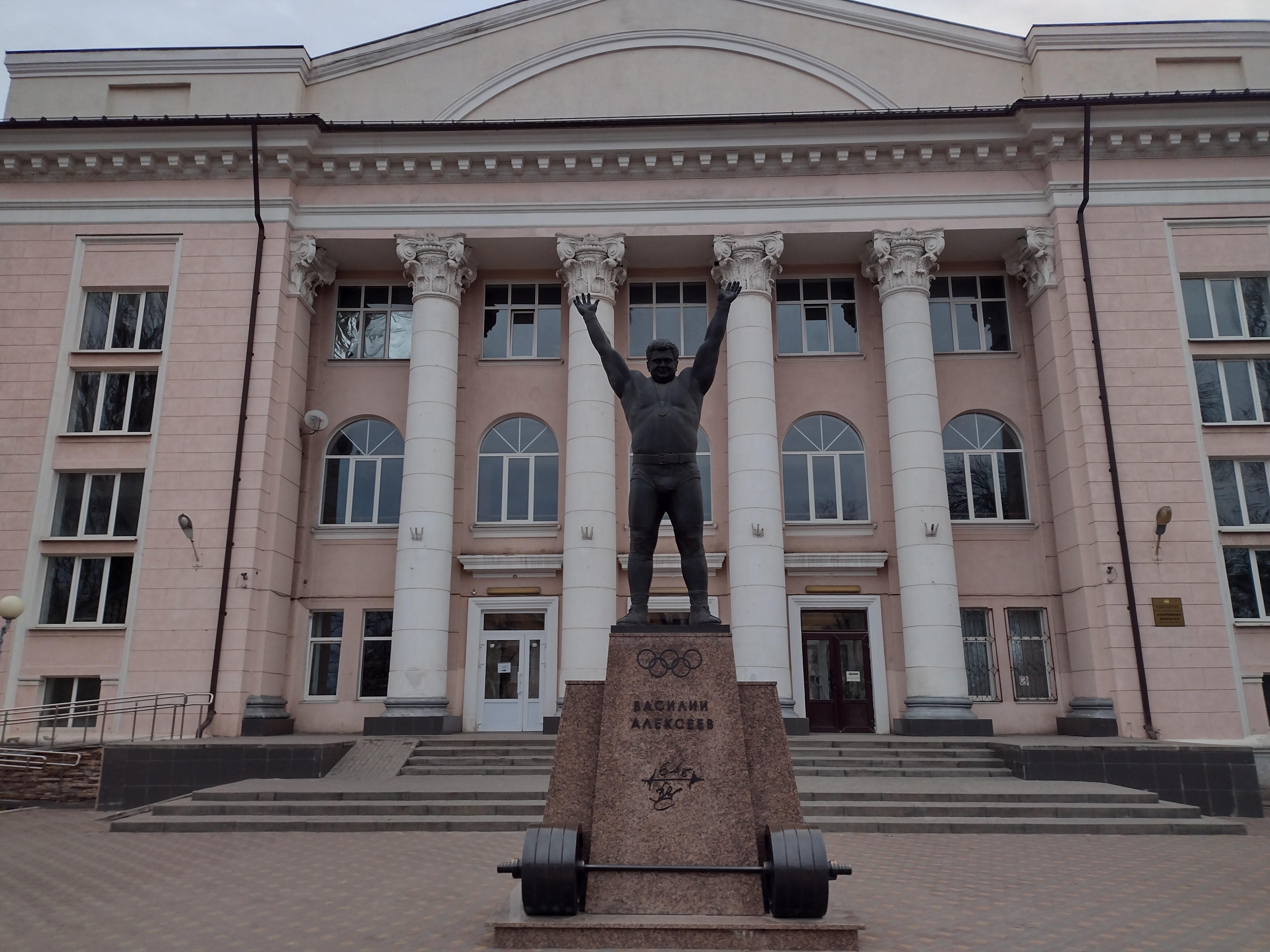
ヴァシーリー・アレクセーイェフ像

- アレクサンドル2世記念碑

2015年4月29日に除幕された。ドン工科大学の本館前にあり、市民の寄付で建てられた。高さ5.7メートル、うちアレクサンドル2世の銅像の高さは2.4メートル。農奴解放令をはじめ、様々な改革やコーカサス戦争の勝利などの事績を記念している 。
- ヴァシーリー・アレクセーイェフ像

シャフティ生まれで重量挙げで数々の記録を打ち立て、オリンピックの金メダルにも1972年と1976年の2回輝いたヴァシーリー・アレクセーイェフを記念している。
- 兵士・解放者の記念碑（1985年）
- ファシズム犠牲者の記念碑（1975年）
- タラス・シェフチェンコ記念碑（1972年）
- 第一次世界大戦の英雄記念碑（2014年）

第一次世界大戦で戦ったドン・コサックの記念碑。

## 出身者
- リュドミラ・コンドラチェワ - 体操選手
- アンドレイ・シルノフ - 陸上選手

## 姉妹都市
以下の街がシャフティの姉妹都市となっている。
- アルマヴィル（アルメニア）
- ゲルゼンキルヘン（ドイツ）
- ニコポル（ブルガリア）
- セベロドネツク（ウクライナ）